# Климец, Сергей Владимирович
Сергей Владимирович Климе́ц (р. 4 мая 1958, Слюдянка Иркутской области) — генерал-лейтенант (2008), командующий Железнодорожными войсками России (2008-2010).

## Биография
В 1978 году окончил Елецкий техникум железнодорожного транспорта, поступил в Ленинградское высшее командное училище железнодорожных войск и военных сообщений имени М. В. Фрунзе. После окончания училища служил в Прибалтийском военном округе (29-я отдельная Варшавская бригада железнодорожных войск) в должностях командира взвода (1983-1984), старшего инженера батальона (1984-1985), командира роты (1985-1988), заместителя командира (1988-1989) и командира (1989-1991) отдельного батальона. Благодаря его усилиям были построены вторые пути Тапа-Таллин к Новоталлинскому порту.
В 1994 году после окончания с отличием Военной академии тыла и транспорта был назначен начальником штаба — заместителем командира отдельной железнодорожной бригады. С октября 1995 года - командир отдельной железнодорожной бригады, в марте 1997 года - октябре 2000 года начальник штаба — первый заместитель командира, в октябре 2000 года - апреле 2001 года - командир Дальневосточного железнодорожного корпуса, с апреля 2001 года - командир Уральского железнодорожного корпуса.В августе 2005 года - марте 2008 года начальник штаба — первый заместитель командующего Железнодорожными войсками. Указом Президента Российской Федерации № 287 от 1 марта 2008 года назначен командующим Железнодорожными войсками.
В 2010 году освобождён от должности.

## Награды и звания
Государственные:
- Заслуженный военный специалист Российской Федерации;
- орден «За военные заслуги»;
- орден Почёта;
- орден «За службу Родине в Вооружённых Силах СССР» III степени;
- медаль ордена «За заслуги перед Отечеством» II степени;
- медаль «В память 850-летия Москвы»;
- медаль «100 лет Транссибирской магистрали»;
- медаль «За строительство Байкало-Амурской магистрали»;
- медаль «За отличие в воинской службе» II степени;
- медаль «60 лет Вооруженных Сил СССР»;
- медаль «70 лет Вооруженных Сил СССР».

Ведомственные:
- Почётный железнодорожник;
- Почётный транспортный строитель;
- медаль «За укрепление боевого содружества» (Минобороны России);
- медаль «200 лет Министерству обороны»;
- медаль «За службу в Железнодорожных войсках»;
- медаль «За отличие в службе» (ФСЖВ);
- медаль «За доблесть» (ФСЖВ);
- медаль «150 лет железнодорожным войскам России»;
- медаль «За безупречную службу» (ФСЖВ) I степени;
- медали «За безупречную службу» (Минобороны СССР) I, II и III степеней.